# 平垣美代司
平垣 美代司（ひらがき みよじ、1917年7月14日 - 1984年6月26日）は、昭和時代の労働運動家。日本教職員組合（日教組）書記長。

## 経歴
大阪府池田市生まれ。1937年大阪府池田師範学校卒業。大阪市成小路小学校の教壇に立ったが、学問に興味を抱き関西大学に進学。1940年関西大学専門部法科卒業。学生時代、賀川豊彦等の指導により洗礼を受けた。戦後、大阪教職員組合（大阪教組）、日本教職員組合（日教組）、総評大阪地方評議会（大阪総評）の結成に参加。1947年大阪教組組織部長。1949年日本社会党に入党。日教組近畿地区協議会書記長を経て、1951年日教組組織部長、1953～1958年日教組書記長。
1951年に国労の岩井章、全逓の宝樹文彦らと「三角同盟」を結成。同年9月に三角同盟を軸に労働者同志会を結成して主要メンバーとなった。労働者同志会が高野派と反高野派に分裂すると、炭労の石黒清、全港湾の兼田富太郎らとともに労働者同志会を離れた。総評内高野派の中心となり、1955年以降は岩井、宝樹と別行動をとる。日教組書記長時代は「平垣派」を結成し、教育二法反対闘争、勤務評定反対闘争などを指導して活躍した。一方で平垣の容共左派路線を批判し宮之原貞光前書記長の再任を目指す各県教組幹部らは「宮之原派」を結成し、「平垣派」と対立した。勤評反対闘争が激化する中で平垣の指導は「独善的」で「玉砕戦術」であるとの批判が広がり、1958年6月の日教組第17回定期大会（いわゆる「上ノ山大会」「上ノ山の決戦」）は闘争戦術と役員選挙をめぐる混乱で流会。同年7月の再開大会で平垣は宮之原に書記長選で敗退し「平垣派」は後退した。
1963年大阪教組副委員長。反共路線をとり、1967年社会党江田派から衆議院議員選挙に出馬するが落選。1968年大阪総評事務局長。1972年共産党系労組から批判を受け辞任。その後、大阪部落解放研究所講師。著書『現代の労働運動と日本共産党』（1972年）、『労働運動批判と「日共」糾弾』（1975年）で共産党と労働運動や部落解放運動の対立を書く。小山弘健は『現代共産党論』（1977年）で両書を「共産党の大衆組織・大衆運動にたいするあやまった態度と方針をしめす典型的事例として重要である」と紹介している。

## 著書
- 『地域から闘争の火柱を――大阪総評日記』（啓有社、1970年）
- 『現代の労働運動と日本共産党』（編著、三一書房、1972年）
- 『労働運動批判と「日共」糾弾』（三一書房、1975年）
- 『部落解放と今日の労働運動』（編著、解放出版社、1977年）
- 『日教組とわが戦い――我軌平日記』（暁書房、1982年）

## 関連文献
- 内田宜人『ある勤評反対闘争史――教育労働運動論への試みと証言』（新泉社、1979年）
- 山崎一夫「平垣美代司」、現代革命運動事典編集委員会編『現代革命運動事典』（流動出版、1981年）
- 平凡社教育産業センター編『現代人名情報事典』（平凡社、1987年）
- 藤井良彦『戦後教育闘争史』（アマゾン、2021年）
- 望月宗明「平垣美代司」、朝日新聞社編『「現代日本」朝日人物事典』（朝日新聞社、1990年）
- 高木郁朗監修、教育文化協会編『日本労働運動史事典』（明石書店、2015年）
- 平垣美代司(ひらがき みよし)とは - コトバンク
- 平垣 美代司(ヒラガキ ミヨシ)とは - コトバンク